# Peter Callesen
Peter Callesen (* 1967 in Herning) ist ein dänischer bildender Künstler und Schriftsteller.
Als Bildhauer beschäftigt er sich hauptsächlich mit dem Medium Papier. Er erschafft Objekte, die äußerst filigran aus Papier hergestellt sind. So beherrscht er die Techniken des Scherenschnitts, erweitert ihn aber insofern, als herausgetrenntes Papier kunstvoll geformt wird und mit dem verbleibenden Papier eine Einheit bildet.
Darüber hinaus betätigt Callesen sich als Konzeptkünstler. Viele seiner Aufführungen und Installationen bedienen sich wiederum des Mediums Papier. So baute er mehrfach überdimensionale Papierschiffchen, in denen er sich dann selbst auf dem Wasser fortbewegte.

## Ausbildung
- 1997–00 - Goldsmiths College, London
- 1994–97 - Det Jyske Kunstakademi, Århus, Dänemark
- 1993–94 - Århus Art School (Foundation Course), Århus, Dänemark
- 1993–95 - Århus School of Architecture, Århus, Dänemark

## Soloausstellungen
- 2008 Helene Nyborg Contemporary, Kopenhagen
- 2007 HIMMELRUM, Kunsthallen Nikolaj, Kopenhagen
- 2007 HIMMELRUM, Brandts, Museum of contemporary art, Odense, Dänemark
- 2007 Unfolding, Emily Tsingou Gallery, London
- 2006 Wedgwood Exhibition, Nottingham Castle, Nottingham, England
- 2006 Helene Nyborg Contemporary, Kopenhagen
- 2006 Emily Tsingou Gallery, London
- 2005 do ART gallery, Seoul
- 2004 Emily Tsingou Gallery, London
- 2004 The Dying Swan, performance presso / at The National Gallery, Kopenhagen
- 2004 Mirage, Galerie Koch und Kesslau, Berlin

## Bücher und Kataloge
- Peter Callesen, Robert Klanten, Sven Ehmann & Matthias Hübner: Tactile – High Touch Visuals. Die Gestalten Verlag, Berlin 2007, ISBN 978-3-89955-200-3, S. 70–71 (englisch).
- Peter Callesen: Peter Callesen – Selected Works. Emily Tsingou gallery, London 2006, ISBN 0-9532458-3-7 (englisch).
- Peter Callesen, Michael Jeppesen: Overblik – 63 danske samtidskunstnere. Politikens Forlag, Copenhagen 2006, ISBN 87-567-8086-9, S. 184–187 (englisch).
- Peter Callesen, Charlotte Sabroe: Insight – Art at Nykredit,. Nykredit, Copenhagen 2006, ISBN 87-986079-4-4, S. 116–117 (englisch).
- Peter Callesen, Rune Gade & Camilla Jalvig: Nybrud – dansk kunst I 1990erne,. Nykredit, Aschehoug 2006, ISBN 87-11-23228-5, S. 88, 89, 132, 225, 227 (dänisch).
- Peter Callesen, Nacy Williams: More paperwork. Phaidon, London 2006, ISBN 87-11-23228-5, S. 120 (englisch).